# Skupina Siebenbürgen
Skupina Siebenbürgen (izvirno nemško Gruppe Siebenbürgen) je bil korpus avstro-ogrske kopenske vojske, ki je bil aktiven med prvo svetovno vojno.

## Zgodovina
Korpus je bil aktiven v zadnjih dveh mesecih prve svetovne vojne.

## Poveljstvo
Poveljniki (Kommandanten)
- Anton Goldbach von Sulittaborn: oktober - november 1918

Načelniki štaba (Stabchefs)
- Maximilian von Randa: oktober - november 1918